# Claudio Ramiadamanana
Claudio Ramiadamanana (Antananarivo, 22 ottobre 1988) è un ex calciatore malgascio, di ruolo attaccante.

## Carriera

### Club
Ramiadamanana vestì le maglie dello Academie Ny Antsika, dei thailandesi del Muangthong United, dei francesi del Romorantin e dello Orléans, prima di tornare al Romorantin.

### Nazionale
Conta 16 presenze e 3 reti per il Madagascar.